# Llibret (anatomia)

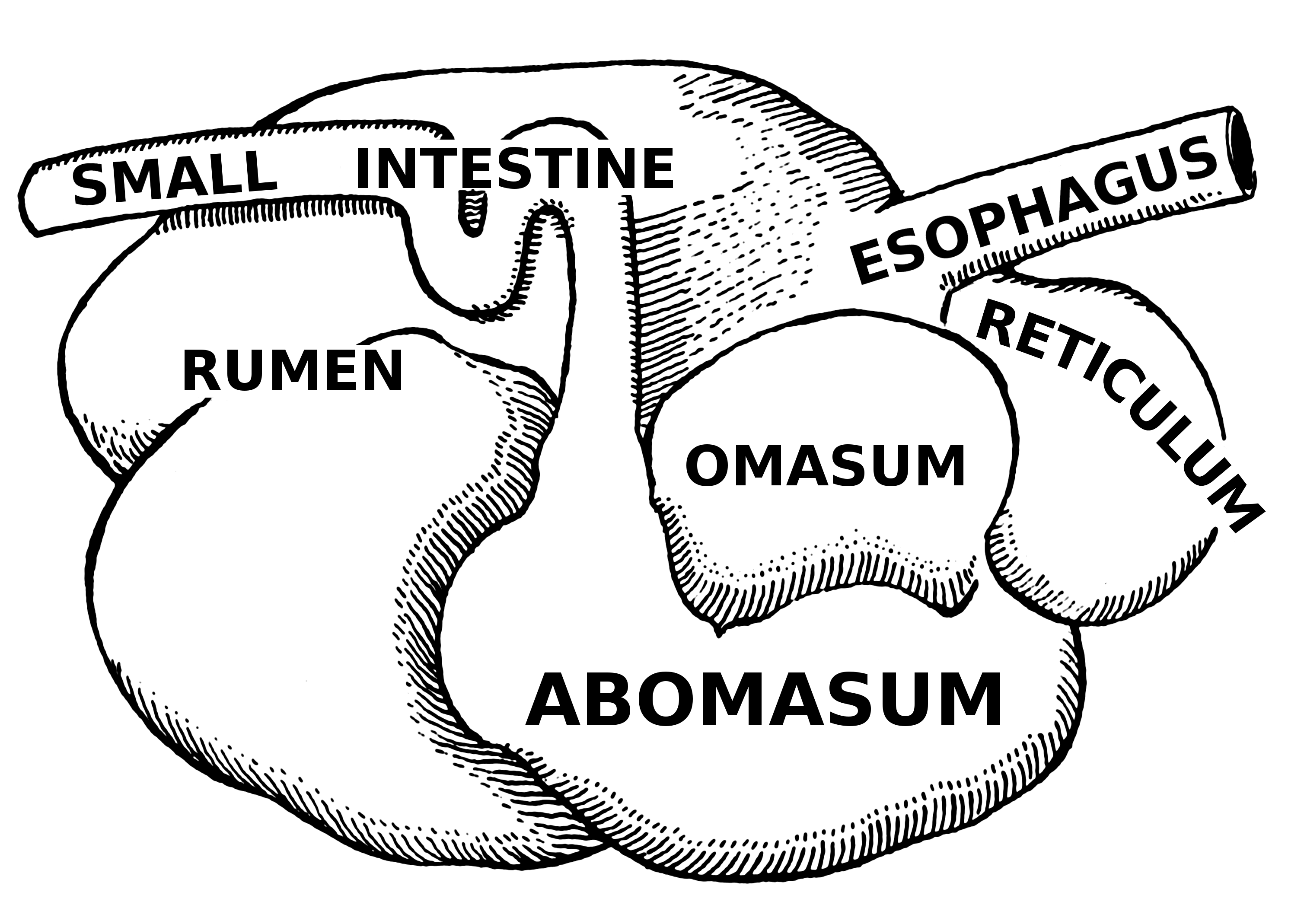
Sistema digestiu d'un remugant

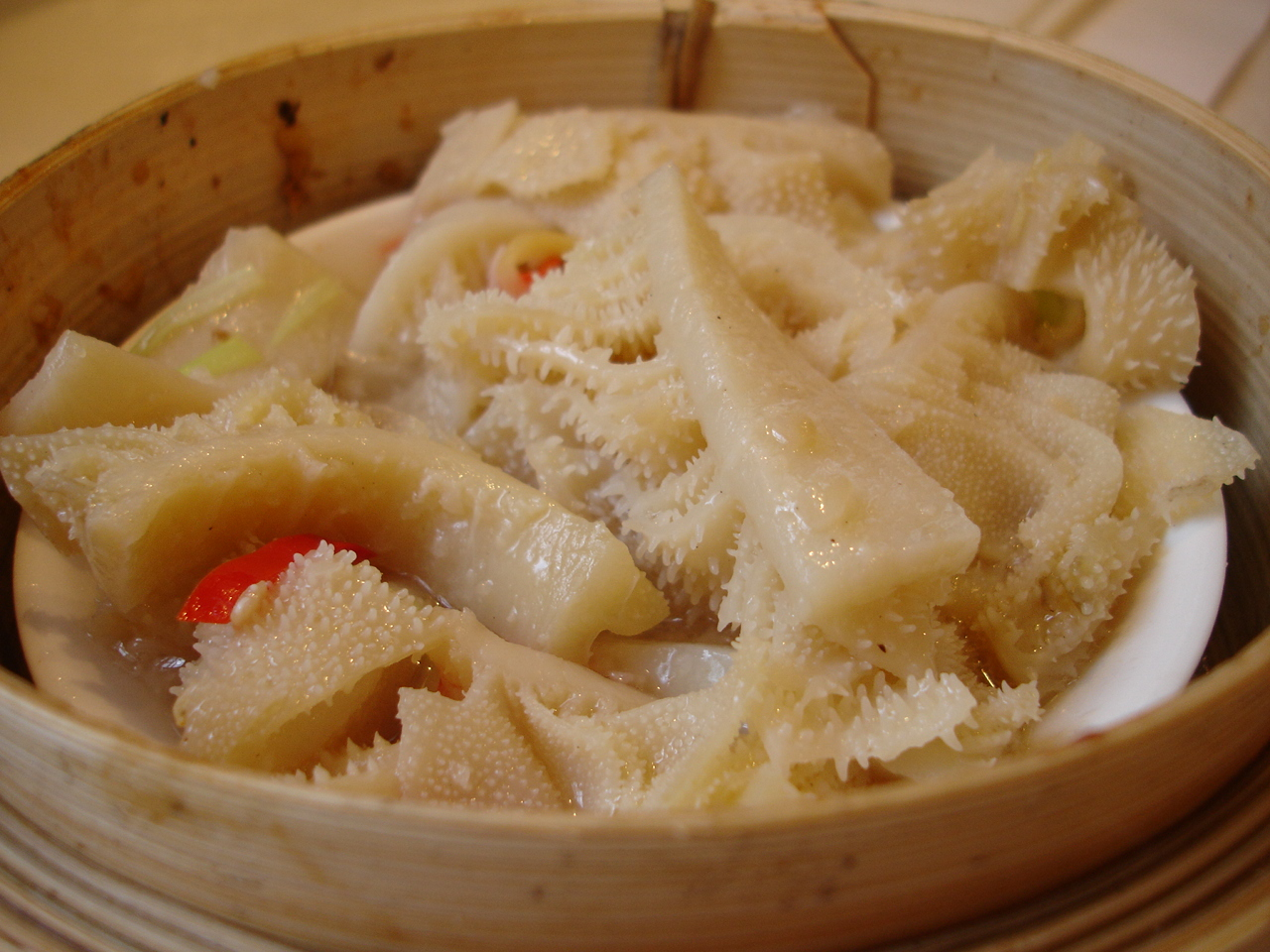
Llibres de vaca dins el plat xinès dim sum conegut com ngau pak yip

El llibret o, tècnicament, omasum, és el tercer compartiment estomacal dels animals remugants, el caracteritzen les llargues làmines que entapissen la seva mucosa interna, que semblen els fulls d'un llibre.

## Anatomia
Té una forma esfèrica, lleugerament aplanada lateralment, en la vaca té una capacitat d'uns 11-12 litres, en la vaca es troba entre el rumen i el fetge.
Des de la vora lateral la seva mucosa emet cap al centre de la víscera nombrosos plecs longitudinals, ordenats en sèries regulars, que formen àmplies làmines com els fulls d'un llibre. En una vaca el nombre de làmines arriba a ser de 96 a 112; en l'ovella, 72 a 80; en la cabra, 80 a 88.
Les superfícies laterals de les làmines estan cobertes de petites papil·les que són d'uns 5 mm en el cas de la vaca.

## Fisiologia
En el llibre acaba el procés de fermentació que s'inicia en els compartiments anteriors. El contingut estomacal, quan passa per aquesta víscera, pateix una nova trituració en un procés de digestió mecànica. Les làmines augmenten molt la superfície de la víscera permetent la reabsorció de l'excés de líquid del contingut digestiu abans de ser conduït a l'abomàsum per on serà sotmès a l'acció dels enzims digestius segregats pel propi animal.

## Ús gastronòmic
Els compartiments (rumen, reticle i llibret), formen part dels plats de tripa (callos en castellà).